# Černýšovické jalovce
Černýšovické jalovce je přírodní památka jižně od obce Černýšovice v okrese Tábor, vpravo přibližně 300 metrů od komunikace Černýšovice – Bechyňská Smoleč. Spravuje ji Krajský úřad Jihočeského kraje.

## Předmět ochrany
Důvodem ochrany je porost více než 300 exemplářů starých jalovců, které rostou pod dráty vysokého napětí, kde je vymýcený les z důvodu ochrany elektrického rozvodu. Paradoxně tak přírodní památka je závislá na lidské činnosti, kdy k jejímu vzniku posloužilo vykácení lesa, což svědčí právě porostu jalovců. Vznikl tak největší jalovcový porost v prostoru jižních Čech. Vlivem lidské činnosti tak docházelo k odstraňování i všech pozdějších náletových dřevin, takže zde mohly jalovce snadno růst. Nicméně v době největšího růstu jalovců byla vlhká pastva, takže i hospodářská zvířata pomáhala konzumací konkurentů jalovcům v žití. V poslední době ale dochází k tomu, že jalovce zde stárnou a usychají a nerodí se nová populace i přes to, že jalovce zde plodí. Pravděpodobně je to způsobeno silným splavem živin z okolních polí, které jalovcům nesvědčí.